# Scottish Women’s Premier League Cup 2017
Der Scottish Women’s Premier League Cup wurde 2017 zum 16. Mal ausgespielt. Der schottische Fußball-Ligapokal der Frauen, der unter den Teilnehmern der Scottish Women’s Premier League ausgetragen wurde, begann am 19. Februar 2017 und endete mit dem Finale am 21. Mai 2017 im Broadwood Stadium in Cumbernauld. Der Ligapokal wurde im K.-o.-System mit 16 Mannschaften ausgetragen. Wurde in einem Duell nach 90 Minuten und Verlängerung kein Sieger ermittelt, so wurde ein Spiel im Elfmeterschießen entschieden.
Als Titelverteidiger startete Hibernian Edinburgh in den Wettbewerb, der im Vorjahresfinale gegen den Rekordsieger Glasgow City FC gewann. Im diesjährigen Endspiel um den Schottischen Liga-Pokal der Frauen standen sich Hibernian und Celtic Glasgow gegenüber. Hibernian erreichte das Finale zum neunten Mal in der Vereinsgeschichte. Für Celtic war es die zweite Teilnahme am Endspiel nach 2010.
Hibernian konnte durch einen 4:1-Finalsieg zum fünften Mal den Pokal gewinnen.

## Termine
| Runde         | Datum                | Spiele | Vereine | Neueinstiege |
| ------------- | -------------------- | ------ | ------- | ------------ |
| 1. Runde      | 19./26. Februar 2017 | 8      | 16 → 8  | keine        |
| Viertelfinale | 26. März 2017        | 4      | 8 → 4   | keine        |
| Halbfinale    | 30. April 2017       | 2      | 4 → 2   | keine        |
| Finale        | 21. Mai 2017         | 1      | 2 → 1   | keine        |

## 1. Runde
Die 1. Runde wurde am 19. und 26. Februar 2017 ausgetragen.
| Datum                       |                        | Ergebnis |                     |
| --------------------------- | ---------------------- | -------- | ------------------- |
| 19. Februar 2017, 14:00 BST | FC East Fife           | 0:6      | Hibernian Edinburgh |
| 19. Februar 2017, 15:00 BST | Celtic Glasgow         | 1:0      | Forfar Farmington   |
| 19. Februar 2017, 15:00 BST | Heart of Midlothian    | 3:0      | Hamilton Academical |
| 19. Februar 2017, 15:00 BST | Glasgow Rangers        | 8:3      | Hutchison Vale      |
| 19. Februar 2017, 15:00 BST | University of Stirling | 7:1      | Buchan LFC          |
| 19. Februar 2017, 17:00 BST | FC St. Johnstone       | 0:8      | Glasgow City FC     |
| 19. Februar 2017, 17:00 BST | FC Motherwell          | 3:4      | FC Spartans         |
| 26. Februar 2017, 14:00 BST | FC Aberdeen            | 4:0      | Glasgow Women       |

## Viertelfinale
Das Viertelfinale wurde am 26. März 2017 ausgetragen.
| Datum                    |                     | Ergebnis |                        |
| ------------------------ | ------------------- | -------- | ---------------------- |
| 26. März 2017, 14:00 BST | Glasgow City FC     | 2:0      | University of Stirling |
| 26. März 2017, 14:00 BST | FC Spartans         | 4:1      | FC Aberdeen            |
| 26. März 2017, 15:00 BST | Celtic Glasgow      | 4:1      | Heart of Midlothian    |
| 26. März 2017, 17:00 BST | Hibernian Edinburgh | 5:0      | Glasgow Rangers        |

## Halbfinale
Das Halbfinale wurde am 30. April 2017 ausgetragen.
| Datum                     |                     | Ergebnis  |                 |
| ------------------------- | ------------------- | --------- | --------------- |
| 30. April 2017, 13:00 BST | Celtic Glasgow      | 2:1       | FC Spartans     |
| 30. April 2017, 16:00 BST | Hibernian Edinburgh | 1:0 n. V. | Glasgow City FC |

## Finale
| Celtic Glasgow                                                          | Celtic Glasgow | Hibernian Edinburgh | Hibernian Edinburgh |
| ----------------------------------------------------------------------- | --- | --- | ------------------- |
| Celtic Glasgow                                                          | \| 21. Mai 2017 um 17:05 Uhr (Ortszeit) in Cumbernauld (Broadwood Stadium) \| \| Ergebnis: 1:4 (1:2) \| \| Spielbericht \| | \| 21. Mai 2017 um 17:05 Uhr (Ortszeit) in Cumbernauld (Broadwood Stadium) \| \| Ergebnis: 1:4 (1:2) \| \| Spielbericht \| | Hibernian Edinburgh |
| Celtic Glasgow                                                          | Cheftrainer: David Haley                                                                                                   | Cheftrainer: Chris Roberts                                                                                                 | Hibernian Edinburgh |
| Celtic Glasgow                                                          | 1:1 Ruesha Littlejohn | 0:1 Kirsty Smith 1:2 Lucy Graham 1:3 Rachel McLaughlan 1:4 Rachael Small                                                   | Hibernian Edinburgh |
| 21. Mai 2017 um 17:05 Uhr (Ortszeit) in Cumbernauld (Broadwood Stadium) | | |                     |
| Ergebnis: 1:4 (1:2)                                                     | | |                     |
| Spielbericht                                                            | | |                     |